# Anders Lassen
Anders Frederik Emil Victor Schau Lassen (ur. 22 września 1920 w Kopenhadze, zm. 9 kwietnia 1945 nad jez. Comacchio) – brytyjski oficer, komandos, Duńczyk, pierwszy cudzoziemiec który został odznaczony Krzyżem Wiktorii

## Życiorys
Urodził się w Kopenhadze, był synem kapitana armii duńskiej Emil Victor Lassen Schau i Suzanne Maria Signe z d. Raben-Levetzau.
Po ukończeniu 18 lat rozpoczął pracę jako marynarz na statku handlowym Fiona, po czym został marynarzem na tankowcu Eleonora Maersk należącym do firmy AP Møller. Po zajęciu przez wojska niemieckie Danii, po wpłynięciu statku do portu w Południowej Afryce opuścił go i udał się do Wielkiej Brytanii.
Po złożeniu przysięgi na wierność królowi Wielkiej Brytanii, wstąpił do Armii Brytyjskiej pod koniec 1940 roku. Początkowo przydzielony do piechoty, zgłosił się na ochotnika do tworzonych oddziałów komandosów. Po przeszkoleniu walczył w szeregach Small Scale Raiding Force, a potem Special Boat Squadron (w ramach Special Air Service). Brał udział w akcjach na terenie Francji, północnej Afryki, Grecji i Włoch.
Wyróżnił w szeregu akcjach za co trzykrotnie został wyróżniony Military Cross, a dniu 9 października 1944 roku awansowany do stopnia majora. W końcowym okresie wojny uczestniczył w walkach na terenie Włoch, gdzie w dniu 9 kwietnia 1945 roku zginął w czasie walk nad jeziorem Comacchio, dowodząc grupą komandosów.
Pochowany został na cmentarzu wojennym Argenta Gap w Argenta.
Pośmiertnie jako pierwszy cudzoziemiec, nie będący obywatelem państwa Wspólnoty Brytyjskiej został odznaczony Krzyżem Wiktorii.

## Odznaczenia
- Medal Pamiątkowy Króla Christiana X za Udział w Wojnie 1940-45 (Dania)
- Krzyż Wiktorii (Wielka Brytania)
- Krzyż Wojskowy – trzykrotnie (Wielka Brytania)
- Krzyż Wojenny 1940 z Brązową Koroną (Grecja)
- Gwiazda za Wojnę 1939–1945 (Wielka Brytania)
- Gwiazda Afryki (Wielka Brytania)
- Gwiazda Italii (Wielka Brytania)
- Medal Obrony (Wielka Brytania)
- Medal Wojny 1939–1945 (Wielka Brytania)